# Bezirk Hinterland
Der Bezirk Hinterland war eine Verwaltungseinheit des Schweizer Kantons Appenzell Ausserrhoden. 1995 wurden die Bezirke formell abgeschafft, die regionale Gliederung lebt aber als Landschaftsname weiter.
Der Bezirk bestand aus folgenden Gemeinden:
| Wappen       | Name der Gemeinde | Einwohner (31. Dezember 2023) | Fläche in km² | Einw. pro km² |
| ------------ | ----------------- | ----------------------------- | ------------- | ------------- |
| Herisau      | Herisau           | 15'893                        | 25,20         | 631           |
| Hundwil      | Hundwil           | 944                           | 24,08         | 39            |
| Schönengrund | Schönengrund      | 556                           | 5,19          | 107           |
| Schwellbrunn | Schwellbrunn      | 1557                          | 17,42         | 89            |
| Stein        | Stein             | 1498                          | 9,36          | 160           |
| Urnäsch      | Urnäsch           | 2346                          | 48,16         | 49            |
| Waldstatt    | Waldstatt         | 1874                          | 6,75          | 278           |
| Total (7)    | Total (7)         | 24'668                        | 136,16        | 181           |